# 스카치 테이프

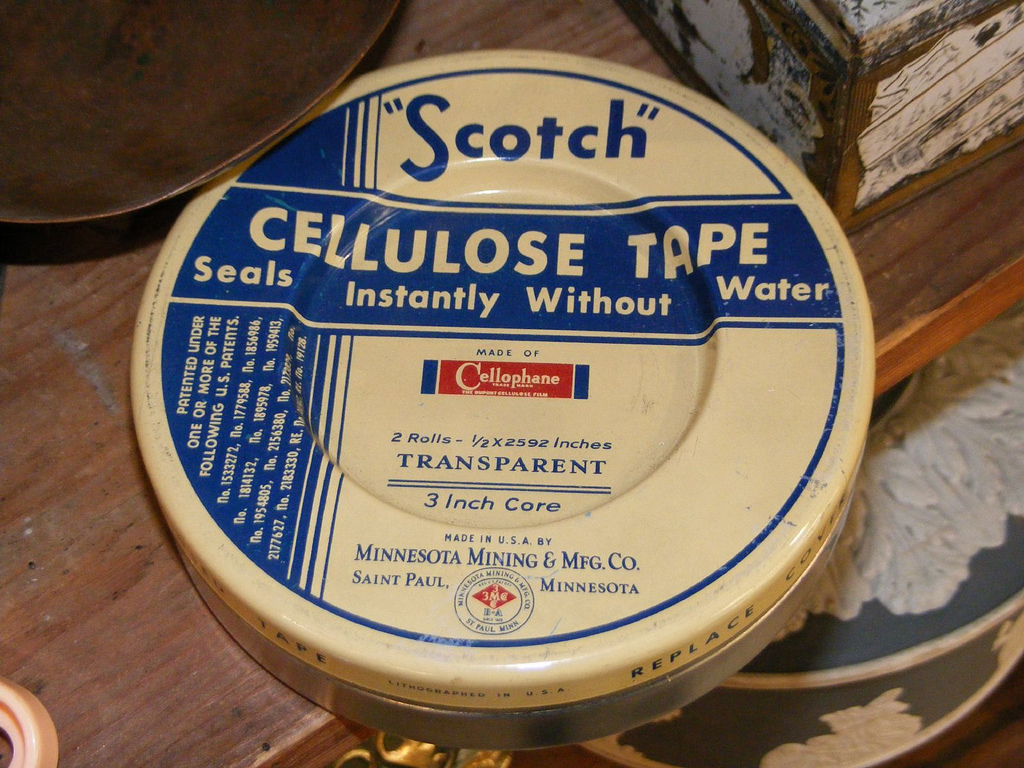
앤티크 스카치 브랜드 패키지

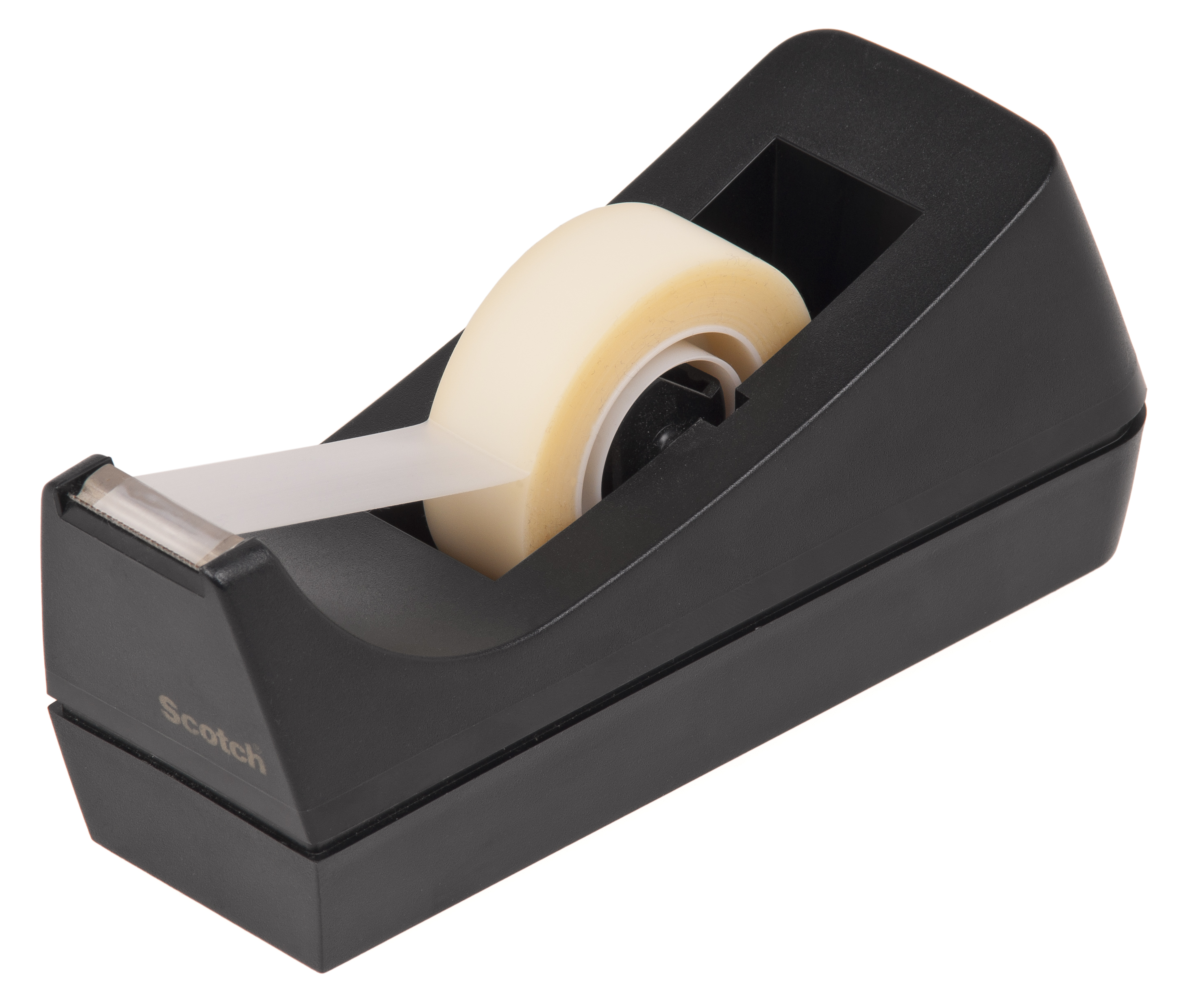
스카치 매직 테이프용 테이프 디스펜서

스카치 테이프(Scotch Tape)는 3M이 자사 스카치 브랜드의 일부로 제조한, 특정한 감압 테이프에 쓰이는 브랜드 이름이다.
흔히 스카치 테이프라고 하면 투명한 접착용 셀로판테이프를 가리키는 보통명사로 쓰이는 경우가 많은데, 원래 스카치 테이프란 이러한 테이프들 중 미국의 3M사에서 생산하는 테이프의 고유상표를 가리킨다. 3M사에서는 이 단어가 투명한 접착용 셀로판테이프를 가리키는 보통명사로 자리잡아 상표권이 사라지는 일을 막기 위해 관리를 하고 있다. 그러나 대한민국의 표준국어대사전에는 상표에서 유래한 보통명사로 되어있다. 1930년에 발명되었으며 90여개국에서 사용하고 있다.

## 역사
1930년 3M의 엔지니어 리처드 드루는 미네소타주 세인트폴에서 끈적거리는 투명 테이프를 처음으로 개발하였으며 당시 자재 이름은 셀로판이었다. 드루는 자동차 기술공들이 2색 차량들에 부드러운 페인팅을 하려고 시도하는 것을 주시하면서 이 개념을 착안하였다. 당시 그는 스카치 마스킹 테이프를 개발했으며 나중에 제품을 투명한 제품으로 변모시켰다. 1932년, 3M 기술공 존 A. 보든은 테이프 디스펜서를 개발했다. 대공황 시기에 스카치 테이프의 내구성으로 말미암아 수요 급증을 일으켰으며 고객들은 이 테이프를 사용하여 책, 커튼, 의류 등 가정 내 물건들을 고쳤다.

## 명칭
이름에 스카치라는 용어를 사용하는 것은 1920년대와 1930년대에 "인색하다"는 뜻의 경멸적인 의미였다. 스카치라는 브랜드 이름은 1925년경에 리처드 드류가 접착제를 얼마나 추가해야 하는지 결정하기 위해 첫 번째 마스킹 테이프를 테스트하던 당시 정비소 도장공은 샘플 마스킹 테이프에 좌절감을 느끼며 "이 테이프를 스카치 상사에게 가져가서 접착제를 더 바르라고 말하세요!"라고 외쳤다. 이 이름은 곧 3M 테이프 전 라인에 적용되었다.
킬트를 입은 카툰 소년 스코티 맥테이프(Scotty McTape)는 1944년 처음 등장하면서 20년 동안 브랜드의 마스코트였다. 잘 알려진 월리스 타탄을 본뜬 친숙한 타탄 디자인은 1945년에 소개되었다.
스카치 브랜드인 스카치 테이프(Scotch Tape)와 매직 테이프(Magic Tape)는 3M의 등록 상표이다. 스카치가드(Scotchgard), 스카치라이트(Scotchlite), 스카치 브라이트(Scotch-Brite)라는 상표명에 스카치(Scotch)를 접두어로 사용하는 것 외에도, 이 회사는 3M 로고만으로 테이프가 브랜드화된 1990년대 초까지 주로 전문가용 시청각 자기테이프 제품에 스카치 이름을 사용했다. 1996년 3M은 자기테이프 사업을 접고 콴테지(암펙스의 분사)에 자산을 매각했다.
1960년대 후반에는 3M의 전천후 폴리우레탄 타탄 트랙과 이 회사의 인조잔디인 타탄 잔디에도 스카치 테마가 적용되었다.

### 매직 테이프
매직 테이프(Magic Tape) 또는 매직 투명 테이프(Magic Transparent Tape)는 3M이 제조한 스카치 테이프 제품군의 하나인 접착 테이프이며, 독특한 격자무늬 포장으로 판매된다.
1961년에 발명되어 소개된 이 테이프는 독창적인 무광택 마감 테이프이다.  롤 위에서는 서리가 내린 것처럼 불투명으로 보이지만 종이에서는 보이지 않는다. 이러한 품질로 인해 선물 포장용으로 인기가 높다. 매직 테이프에는 펜, 연필, 마커로 쓸 수 있다. 영구적이고 제거 가능한 다양한 종류가 있으며, 건조 및 황변에 강하다.
일본에서 "매직 테이프"는 벨크로와 유사한 후크-앤-루프 파스너 시스템에 대한 쿠라레이의 상표이다. 대신 익숙한 초록색-노란색 타탄 브랜드와 함께 "멘딩 테이프(Mending Tape)"의 카타카나판인 メンディングテープ이 사용된다.

## X선
1953년 소련 과학자들은 진공상태에서 정체불명의 스카치 상표 테이프의 롤(roll)을 벗겨낼 때 발생하는 마찰발광이 X선을 생성할 수 있다는 것을 보여주었다. 2008년, 미국 과학자들은 이 광선이 인화지에 손가락의 엑스레이 이미지를 남길 만큼 충분히 강하다는 것을 보여주는 실험을 수행했다.

## 같이 보기
- 접착 테이프
- 덕트 테이프
- 보호 테이프
- 테이프 디스펜서